# Sorin Alexandrescu
Sorin Alexandrescu (Bukarest, 1937. augusztus 18. –) kortárs román műkritikus, történész.

## Élete
Mircea Eliade unokaöccse, Corina Eliade, Mircea testvérének a fia. A Bukaresti Egyetem bölcsészettudományi karán végzett 1959-ben. Az 1970-es években Hollandiába emigrált, és az Amszterdami Egyetemen tanított. Mielőtt elhagyta az országot, 1969-ben egy monográfiát adott ki, melyet William Faulkner, amerikai írónak dedikált. Egyike volt a külföldön élő aktív román íróknak, akik az ország demokratizálása mellett kampányoltak és számos dolgozatot és cikket adott ki Romániáról. 1990 után visszatért hazájába.
2022-ben a Román Akadémia tiszteleti tagjává választotta.

## Kötetei
- Dickens in Rumania. A Bibliography for the 150th Anniversary (with Alexandru Duțu), 1962
- William Faulkner, 1969; revised edition in French, Paris, 1971
- The Logic of Personages, 1973
- Logique du personnage: reflexions sur l'univers faulknerien, 1974
- Dichters uit Roemenië, (Költők Romániából), 1976
- Roemenië. Verhalen van deze tijd, (Romániai próza), 1988
- Hemel en Aarde. Werelden van verbeelding, (Menny és föld), 1991
- Rumanien im Umbruch: Chancen und Probleme der europäischen Integration, (eds. Ilina Gregori und Angelika Schaser), 1993
- Richard Rorty, 1995
- Figurative of the Art. Beginning and End. 20th Century in Romania, 1998
- Paradoxul român, 1998
- Identitate în ruptură. Mentalitati românești postbelice, 2000
- La modernité a l'Est. 13 aperçus sur la litterature roumaine, 2000